# Edson Braafheid
Edson Braafheid (Paramaribo, 8 aprile 1983) è un ex calciatore olandese, di ruolo difensore.

## Carriera

### Club

#### Utrecht
Fa il suo debutto da professionista, con la maglia dell'Utrecht, il 15 ottobre 2003 in occasione della partita di Coppa UEFA contro il club slovacco dello MSK Žilina, partita che viene vinta per 4-0. Il 2 novembre successivo arriva anche l'esordio nell'Eredivisie; subentrando a Donny de Groot, al 90º minuto, nella vittoria per 2-1 contro l'Heerenveen. Il 23 maggio 2004 vince la Coppa d'Olanda ai danni del Twente. Conclude la prima stagione da professionista disputando 15 partite.
L'8 agosto 2004 vince la Johan Cruijff Schaal, poiché la sua squadra batte l'Ajax per 4-2. Il 16 ottobre 2005 mette a segno la sua prima rete, da professionista, nella sconfitta per 2-1 contro il Roda. Nel gennaio 2007 decide di rescindere anticipatamente il contratto con la squadra dopo 87 presenze, 2 reti siglate e 2 trofei vinti.

#### Twente

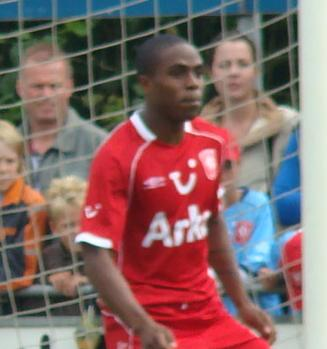
Braafheid con la maglia del Twente.

Dopo aver rescisso con l'Utrecht decide di firmare un contratto, con scadenza a fine 2010, con il Twente. L'esordio con la nuova maglia arriva l'11 febbraio 2007 nella vittoria, per 3-0, contro il Feyenoord. Conclude la prima stagione con la maglia del Twente con 11 presenze. Nella stagione successiva arriva anche il primo gol, con la maglia del Twente, in occasione della vittoria per 5-1 contro il Nac Breda valida per la qualificazione alla Coppa UEFA.
Grazie all'esperienza con il Twente, oltre ad essere un buon terzino sinistro, diviene anche una valida alternativa come difensore centrale. Nel giugno 2009 decide di lasciare i Paesi Bassi per trasferirsi in Germania per giocare nel Bayern Monaco. Quindi lascia il Twente dopo aver totalizzato 96 presenze e 2 gol.

#### Bayern Monaco e il prestito al Celtic
L'11 giugno 2009 firma per il club tedesco del Bayern Monaco che paga al club olandese del Twente una cifra vicina ai 2.5 milioni di euro. Esordisce con la maglia del Bayern Monaco il 2 agosto successivo nella partita di Coppa di Germania contro il SpVgg Neckarelz; sostituendo al minuto 75 il compagno di squadra Bastian Schweinsteiger. Sei giorni dopo arriva anche l'esordio in Bundesliga in occasione del pareggio per 1-1 contro l'Hoffenheim, subentrando a sei minuti dalla fine a Bastian Schweinsteiger. Il 30 settembre 2009 gioca la sua prima partita della fase a gironi di Champions League nel pareggio per 0-0 contro la Juventus.
Nella finestra invernale di mercato viene ceduto in prestito al club scozzese del Celtic dove totalizza 12 presenze che gli permettono di essere convocato per il Mondiale 2010.
Dopo il Mondiale fa ritorno in Germania, dove vince subito il suo primo titolo in terra tedesca; vincendo la Supercoppa di Germania ai danni dello Schalke 04, partita vinta 2-0. Totalizza, fino a gennaio, 5 presenze e quindi viene ceduto all'Hoffenheim a titolo definitivo. Nel Bayern Monaco mette insieme 19 presenze e un trofeo vinto.

#### Hoffenheim e il prestito al Twente
Esordisce con la maglia dell'Hoffenheim il 29 gennaio 2011 nella vittoria per 1-0 contro lo Schalke 04. Conclude la sua prima stagione con la nuova maglia totalizzando 10 presenze. Il 28 aprile 2012 sigla il suo primo ed unico gol con la maglia dell'Hoffenheim, nella sconfitta per 3-2 contro il Norimberga. Chiude la stagione con 24 presenze.
La stagione successiva viene ceduto, in prestito, al suo vecchio club del Twente dove disputa 34 partite che sommate alle altre, delle stagioni passate, totalizza 130 presenze con la maglia del Twente. A fine stagione ritorna in Germania dove rimane fuori rosa per tutta la stagione 2013-2014.

#### Lazio
Il 1º agosto 2014, dopo un periodo di prova, il club italiano della Lazio ufficializza il suo tesseramento a titolo gratuito, in quanto il giocatore era svincolato. Esordisce il 14 settembre successivo in occasione della vittoria casalinga, per 3-0, contro il Cesena. Il 20 maggio 2015 perde la finale di Coppa Italia dove la Lazio viene sopraffatta dalla Juventus per 2-1. Conclude la sua prima stagione in Italia con un bottino di 18 presenze complessive.
Il 1º luglio 2015 scade il contratto che lo legava alla società capitolina, per poi rinnovarlo il 6 luglio successivo per un'ulteriore stagione. L'8 agosto successivo, seppur non scendendo in campo, perde la Supercoppa italiana 2015, per 2-0, contro i Campioni d'Italia della Juventus. La seconda stagione con i colori biancocelesti non è delle migliori poiché viene utilizzato in sole 5 occasioni.

#### Il ritorno all'Utrecht
Il 17 agosto 2016 viene ufficializzato l'ingaggio del giocatore olandese da parte dell'Utrecht, squadra con la quale aveva iniziano la sua carriera calcistica. Parteciperà, inoltre, ai Play-off di qualificazione per l'Europa League. Nel 2017, sarà relegato alle giovanili della squadra, avendo perso posto dietro alle nuove gerarchie.
Il 1⁰ gennaio 2018 annuncia il ritiro dal calcio giocato.

#### L'approdo negli Stati Uniti
Nell'agosto 2018, interrompe il periodo di pausa, firmando per l'Austin Bold FC, club della USL Championship statunitense. Il visto del giocatore è stato approvato nel giugno 2019 ed ha esordito nel match vinto 5-0 sul Colorado Springs Switchbacks, giocando tutti i 90 minuti.
Il 9 marzo 2020 decide di non rinnovare il contratto, rimanendo svincolato.

#### Palm Beach Stars e ritiro
Il 10 novembre 2020, firma un contratto per il Palm Beach Stars, un club neonato delle serie minori statunitensi. Il 1º luglio 2021, si ritira ufficialmente dal calcio giocato all'età di 38 anni.

### Nazionale

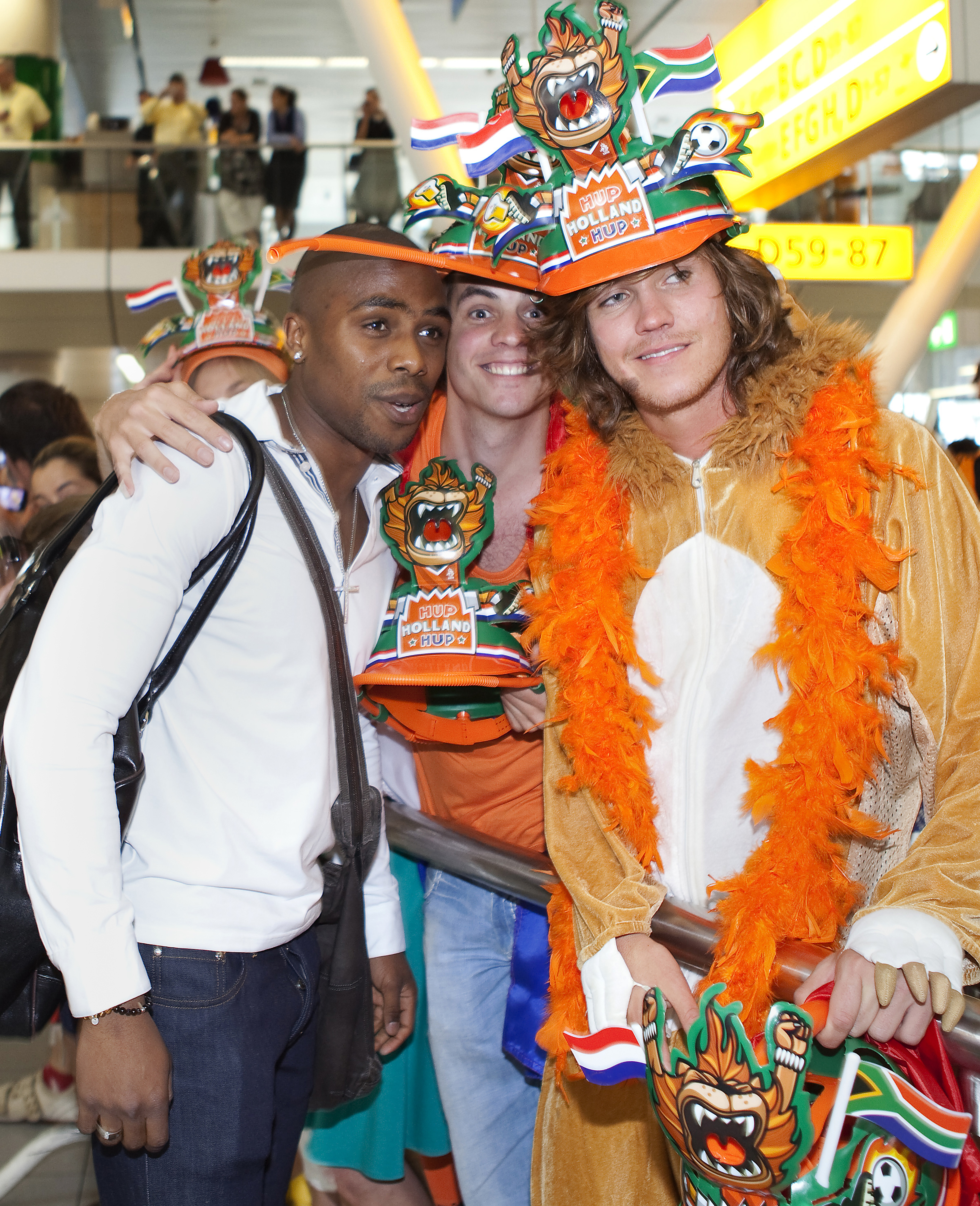
Braafheid con i fan olandesi

Nel 2006 Braafheid ha fatto parte della nazionale olandese che ha vinto gli europei U-21.
All'inizio del 2008 il critico Hugo Borst ha detto che Braafheid è un difensore vero e ha dichiarato che avrebbe dovuto far parte della nazionale olandese per gli europei del 2008. Infatti dopo il ritiro di Jaap Stam, Frank de Boer la difesa era diventata il punto debole per l'Olanda e nonostante i pochi gol subiti è sempre stata considerata la più grande debolezza dai tifosi. Braafheid ha fatto il suo debutto con la nazionale maggiore olandese l'11 febbraio 2009 in una partita contro la Tunisia.
Nell'estate del 2008 è stato selezionato per la nazionale olimpica olandese che avrebbe dovuto disputare le l'Olimpiade di Pechino; dopo la vittoria del Twente nello spareggio contro l'Ajax e la conseguente qualificazione del Twente alla UEFA Champions League, al giocatore non è stato permesso di partecipare alla competizione.
In seguito è stato incluso nei pre-convocati per i mondiali del 2010 in Sudafrica. Il 27 maggio 2010 è stato inserito nella lista definitiva. Braafheid è entrato in campo al posto di Giovanni van Bronckhorst nella finale dei mondiali, disputata contro la Spagna verso la fine del primo tempo supplementare. La finale è finita 1-0 per la Spagna, rendendo così per la terza volta l'Olanda vicecampione del mondo; Braafheid e il resto della sua squadra sono stati premiati con la medaglia d'argento.

## Statistiche

### Presenze e reti nei club
Statistiche aggiornate all'8 novembre 2020.
| Stagione             | Squadra              | Campionato           | Campionato | Campionato | Coppe nazionali | Coppe nazionali | Coppe nazionali | Coppe continentali | Coppe continentali | Coppe continentali | Altre coppe | Altre coppe | Altre coppe | Totale | Totale |
| Stagione             | Squadra              | Comp                 | Pres       | Reti       | Comp            | Pres            | Reti            | Comp               | Pres               | Reti               | Comp        | Pres        | Reti        | Pres   | Reti   |
| -------------------- | -------------------- | -------------------- | ---------- | ---------- | --------------- | --------------- | --------------- | ------------------ | ------------------ | ------------------ | ----------- | ----------- | ----------- | ------ | ------ |
| 2003-2004            | Utrecht              | ED                   | 14         | 0          | CO              | 1               | 0               | CU                 | 1                  | 0                  | SO          | 0           | 0           | 16     | 0      |
| 2004-2005            | Utrecht              | ED                   | 23         | 0          | CO              | 0               | 0               | CU                 | 4                  | 0                  | SO          | 1           | 0           | 28     | 0      |
| 2005-2006            | Utrecht              | ED                   | 31         | 2          | CO              | 0               | 0               | -                  | -                  | -                  | -           | -           | -           | 31     | 2      |
| 2006-gen. 2007       | Utrecht              | ED                   | 13         | 0          | CO              | 0               | 0               | -                  | -                  | -                  | -           | -           | -           | 13     | 0      |
| gen.-giu. 2007       | Twente               | ED                   | 11         | 0          | CO              | 0               | 0               | -                  | -                  | -                  | -           | -           | -           | 11     | 0      |
| 2007-2008            | Twente               | ED                   | 32+4       | 0+1        | CO              | 1               | 0               | CU                 | 1                  | 0                  | -           | -           | -           | 38     | 1      |
| 2008-2009            | Twente               | ED                   | 33         | 1          | CO              | 6               | 0               | UCL+CU             | 2+7                | 0                  | -           | -           | -           | 48     | 1      |
| 2009-gen. 2010       | Bayern Monaco        | BL                   | 9          | 0          | CG              | 3               | 0               | UCL                | 2                  | 0                  | -           | -           | -           | 14     | 0      |
| gen.-giu. 2010       | Celtic               | SPL                  | 10         | 0          | CS              | 2               | 0               | UCL+UEL            | -                  | -                  | -           | -           | -           | 12     | 0      |
| 2010-gen. 2011       | Bayern Monaco        | BL                   | 3          | 0          | CG              | 1               | 0               | UCL                | 1                  | 0                  | SG          | 0           | 0           | 5      | 0      |
| Totale Bayern Monaco | Totale Bayern Monaco | Totale Bayern Monaco | 12         | 0          |                 | 4               | 0               |                    | 3                  | 0                  |             | -           | -           | 19     | 0      |
| gen.-giu. 2011       | Hoffenheim           | BL                   | 10         | 0          | CG              | 0               | 0               | -                  | -                  | -                  | -           | -           | -           | 10     | 0      |
| 2011-2012            | Hoffenheim           | BL                   | 21         | 1          | CG              | 3               | 0               | -                  | -                  | -                  | -           | -           | -           | 24     | 1      |
| 2012-2013            | Twente               | ED                   | 25+3       | 0+1        | CO              | 0               | 0               | UEL                | 6                  | 0                  | -           | -           | -           | 34     | 1      |
| Totale Twente        | Totale Twente        | Totale Twente        | 108        | 3          |                 | 7               | 0               |                    | 16                 | 0                  |             | -           | -           | 131    | 3      |
| 2013-2014            | Hoffenheim           | BL                   | -          | -          | CG              | -               | -               | -                  | -                  | -                  | -           | -           | -           | -      | -      |
| Totale Hoffenheim    | Totale Hoffenheim    | Totale Hoffenheim    | 31         | 1          |                 | 3               | 0               |                    | -                  | -                  |             | -           | -           | 34     | 1      |
| 2014-2015            | Lazio                | A                    | 16         | 0          | CI              | 2               | 0               | -                  | -                  | -                  | -           | -           | -           | 18     | 0      |
| 2015-2016            | Lazio                | A                    | 5          | 0          | CI              | 0               | 0               | UCL+UEL            | 0+0                | 0+0                | SI          | 0           | 0           | 5      | 0      |
| Totale Lazio         | Totale Lazio         | Totale Lazio         | 21         | 0          |                 | 2               | 0               |                    | -                  | -                  |             | -           | -           | 23     | 0      |
| 2016-2017            | Utrecht              | ED                   | 5+4        | 0          | CO              | 0               | 0               | -                  | -                  | -                  | -           | -           | -           | 9      | 0      |
| 2017-gen. 2018       | Utrecht              | ED                   | 8          | 0          | CO              | 2               | 0               | UEL                | 6                  | 0                  | -           | -           | -           | 16     | 0      |
| Totale Utrecht       | Totale Utrecht       | Totale Utrecht       | 98         | 2          |                 | 3               | 0               |                    | 11                 | 0                  |             | 1           | 0           | 113    | 2      |
| apr. 2017            | Jong Utrecht         | EE                   | 3          | 1          | -               | -               | -               | -                  | -                  | -                  | -           | -           | -           | 3      | 1      |
| 2019                 | Austin Bold          | USC                  | 13+2       | 0          | CU              | 0               | 0               | -                  | -                  | -                  | -           | -           | -           | 15     | 0      |
| 2020                 | Austin Bold          | USC                  | 1          | 0          |                 | -               | -               | -                  | -                  | -                  | -           | -           | -           | 1      | 0      |
| Totale Austin Bold   | Totale Austin Bold   | Totale Austin Bold   | 16         | 0          |                 | 0               | 0               |                    | -                  | -                  |             | -           | -           | 16     | 0      |
| 2020                 | Palm Beach Stars     | PDL                  | 1          | 0          | -               | -               | -               | -                  | -                  | -                  | -           | -           | -           | 1      | 0      |
| Totale carriera      | Totale carriera      | Totale carriera      | 300        | 7          |                 | 21              | 0               |                    | 30                 | 0                  |             | 1           | 0           | 352    | 7      |

### Cronologia delle presenze e reti in nazionale
| Cronologia completa delle presenze e delle reti in nazionale ― Paesi Bassi | Cronologia completa delle presenze e delle reti in nazionale ― Paesi Bassi | Cronologia completa delle presenze e delle reti in nazionale ― Paesi Bassi | Cronologia completa delle presenze e delle reti in nazionale ― Paesi Bassi | Cronologia completa delle presenze e delle reti in nazionale ― Paesi Bassi | Cronologia completa delle presenze e delle reti in nazionale ― Paesi Bassi | Cronologia completa delle presenze e delle reti in nazionale ― Paesi Bassi | Cronologia completa delle presenze e delle reti in nazionale ― Paesi Bassi |
| Data                                                                       | Città                                                                      | In casa                                                                    | Risultato                                                                  | Ospiti                                                                     | Competizione                                                               | Reti                                                                       | Note                                                                       |
| -------------------------------------------------------------------------- | -------------------------------------------------------------------------- | -------------------------------------------------------------------------- | -------------------------------------------------------------------------- | -------------------------------------------------------------------------- | -------------------------------------------------------------------------- | -------------------------------------------------------------------------- | -------------------------------------------------------------------------- |
| 11-2-2009                                                                  | Radès                                                                      | Tunisia                                                                    | 1 – 1                                                                      | Paesi Bassi                                                                | Amichevole                                                                 | -                                                                          |                                                                            |
| 10-6-2009                                                                  | Rotterdam                                                                  | Paesi Bassi                                                                | 2 – 0                                                                      | Norvegia                                                                   | Qual. Mondiali 2010                                                        | -                                                                          | 46’                                                                        |
| 12-8-2009                                                                  | Amsterdam                                                                  | Paesi Bassi                                                                | 2 – 2                                                                      | Inghilterra                                                                | Amichevole                                                                 | -                                                                          |                                                                            |
| 10-10-2009                                                                 | Sydney                                                                     | Australia                                                                  | 0 – 0                                                                      | Paesi Bassi                                                                | Amichevole                                                                 | -                                                                          | 77’                                                                        |
| 18-11-2009                                                                 | Eindhoven                                                                  | Paesi Bassi                                                                | 0 – 0                                                                      | Paraguay                                                                   | Amichevole                                                                 | -                                                                          | 46’                                                                        |
| 3-3-2010                                                                   | Amsterdam                                                                  | Paesi Bassi                                                                | 2 – 1                                                                      | Stati Uniti                                                                | Amichevole                                                                 | -                                                                          | 67’, 90’                                                                   |
| 26-5-2010                                                                  | Friburgo                                                                   | Paesi Bassi                                                                | 2 – 1                                                                      | Messico                                                                    | Amichevole                                                                 | -                                                                          | 46’                                                                        |
| 11-7-2010                                                                  | Johannesburg                                                               | Paesi Bassi                                                                | 0 – 1 dts                                                                  | Spagna                                                                     | Mondiali 2010 - Finale                                                     | -                                                                          | 105’                                                                       |
| 11-11-2011                                                                 | Amsterdam                                                                  | Paesi Bassi                                                                | 0 – 0                                                                      | Svizzera                                                                   | Amichevole                                                                 | -                                                                          |                                                                            |
| 15-11-2011                                                                 | Amburgo                                                                    | Germania                                                                   | 3 – 0                                                                      | Paesi Bassi                                                                | Amichevole                                                                 | -                                                                          |                                                                            |
| Totale                                                                     |                                                                            | Presenze                                                                   | 10                                                                         |                                                                            | Reti                                                                       | 0                                                                          |                                                                            |

## Palmarès

### Club

#### Competizioni nazionali
- Coppa dei Paesi Bassi: 1

Utrecht: 2003-2004
- Supercoppa dei Paesi Bassi: 1

Utrecht: 2004
- Supercoppa di Germania: 1

Bayern Monaco: 2010

### Nazionale
- Campionato d'Europa Under-21: 1

Portogallo 2006